# 裂腹蛛
裂腹蛛（学名：Herennia ornatissima）为絡新婦科裂腹蛛属的动物。分布于印度至马来西亚、新几内亚、台湾岛以及中国大陆的云南等地，一般生活于灌木丛枝干上。